# Acanthagrion hildegarda
Acanthagrion hildegarda là một loài chuồn chuồn kim trong họ Coenagrionidae.
Acanthagrion hildegarda được Gloger miêu tả khoa học năm 1967.